# Rhamphomyia breviventris
Rhamphomyia breviventris är en tvåvingeart som beskrevs av Frey 1913. Rhamphomyia breviventris ingår i släktet Rhamphomyia och familjen dansflugor. Arten är reproducerande i Sverige. Inga underarter finns listade i Catalogue of Life.